# عبد الصمد بلكبير
عبد الصمد بلكبير  مفكر، كاتب وسياسي مغربي.

## نشاته وتعليمه
ولد عبد الصمد بلكبير في مراكش عام 1947.
درس عبد الصمد في المدرسة العبدلاوية بباب دكالة، التي لها توجه سلفي وطني شوري، حيث درس على يد عبد الكريم الزمراني، أحد الرموز العلمية في مراكش، التي تأثر بها بلكبير بشكل كبير. تشبع ابن مراكش الحمراء من معين كتاب «الاستقصاء»، والكتب «الخلدونية» منذ المرحلة الابتدائية.
درس عبد الصمد المرحلة الإعدادية الثانوية في مدرسة ابن يوسف خلال فترة الستينيات.
هو خريج المدرسة العليا للأساتذة بفاس وحاصل على دكتوراه الدولة في الأدب الشعبي.

## الوظائف
- مدير مجلة الملتقى.[2]
- مدير دار نشر اتصالات سبو.
- رئيس منتدى ابن تاشفين: المجتمع والمجال.[3]

- أستاذ جامعي متقاعد.

كما انتخب أو عين في مجموعة من الهيئات والمؤسسات الوطنية، ومن بينها:
- 1989-1979 : رئيس شعبة اللغة العربية في جامعة القاضي عياض مراكش.
- 1992-1979 : عضو مجلس الكلية ومجلس جامعة القاضي عياض مراكش.
- 1997-1993 : برلماني، عضو مجلس النواب المغربي.[4]
- 2002-1998 : مستشار للوزير الأول عبد الرحمان اليوسفي في حكومة التناوب.
- 2009-2003 : عضو مجلس مدينة مراكش ورئيس لجنة الثقافة والبحث العلمي والثراث.

## المسار السياسي
في سنة 1954، انخرط بلكبير في الكشفية «العبدلاوية»، التابعة لحزب الشورى والاستقلال. وفي سنة 1957، كان أول تكوين نقابي خضع له عبد الصمد بلكبير، في الاتحاد المغربي للشغل عندما التحق بالشبيبة العاملة، التي كان مقرها قريبا من منزل أسرته.
انخرط بلكبير في العمل النقابي من خلال واجهة الاتحاد الوطني لطلبة المغرب. أول نضال نقابي شارك فيه بلكبير، كان إضراب 1963، الخاص بالتعلم الأصيل. وكان حينها من المسؤولين عن الإضراب التلامذي. تقلد المسؤولية المالية داخل اللجنة المكلفة بالإشراف على الإضراب. واقتحم بلكبير رفقة التلاميذ المحكمة بمراكش، فتم اعتقالهم قبل أن يطلق سراحهم.
التجربة النضالية جعلته ينخرط في الاتحاد الوطني للقوات الشعبية سنة 1965. شارك في تلك الفترة في إضرابات 23 مارس 1965، حيث قاد الإضرابات التي شهدتها مراكش في 27 مارس، فتم اعتقاله إلى جانب رفاقه، وأودعوا سجن بولمهارز. خاض المعتقلون أول إضراب عن الطعام، بعد أن دخل 9 تلاميذ في حرب «الأمعاء الخاوية». عرفت جلسة محاكمة التلاميذ مرافعات قوية قادها الأستاذ عبد الله الشليح، قبل أن يخطب الملك لإطلاق سراح المعتقلين، دون أن يحدد طبيعة المجموعة، التي كان المقصود بها مجموعة الفقيه البصري.
في سنة 1972 دخل بلكبير في العمل السري، ورفض النفي خارج المغرب، والاعتقال، لدرجة أنه ظل لمدة مختبئا عن الأنظار، إلى حين موعد امتحانات التخرج، التي أجراها وسط حراسة شاملة للطلبة، فكان يتحرك مع عشرات الطلاب. في مارس 1973 اعتقل بلكبير وخضع للمحاكمة، فخاض إضرابا لمدة 36 يوما، قبل أن يقضي مدة في السجن.
ساهم بلكبير في تأسيس الجمعية المغربية لحقوق الإنسان إلى جانب عبد الرحيم الجامعي. وخلال تأسيس منظمة العمل الديمقراطي الشعبي في 1984، ترشح للانتخابات البرلمانية، قبل أن يتم إسقاطه كما يؤكد ذلك عدد من رفاقه، الذين قالوا إن وزير الداخلية علق على ذلك بالقول إنها حادثة سير. تمكن بلكبير سنة 1993 من الفوز بمقعد في البرلمان، وحصل على رقم قياسي في الأسئلة باسم منظمة العمل، وأنشأ أول مقر برلماني وأخرج حصيلته في كتاب. عمل في ديوان عبد الرحمان اليوسفي، وانسحب مع انسحابه في 2002.

## المسار الثقافي
في سنة 1962 التحق بلكبير بالعمل الثقافي، من خلال جمعية الرابطة الفكرية، التابعة للاتحاد الوطني للقوات الشعبية، التي تخرج منها رموز اليسار المنتمين ل23 مارس.
تحمل بلكبير مسؤولية شبيبة الاتحاد الوطني للقوات الشعبية في الوقت الذي كان الحبيب الفرقاني مسؤولا عن الحزب، وهو ما شكل مرحلة مهمة في عمل عبد الصمد، إذ تأثر بالزعيم اليساري. في سنة 1967 عمل بلكبير في اتحاد جمعيات مراكش، وانخرط في جمعية «شبيبة الحمراء» و» كوميديا»، حيث نظم معرضا حول الصحف المغربية، باشتراك مع جريدة الأهداف. وفي سنة 1968 حصل بلكبير على الباكلوريا، ليتم توجيهه من قبل تنظيم 23 مارس صوب فاس لدراسة الأدب العربي. حيث صار مسؤولا في القطاع الطلابي، وركز حينها على التكوين الثقافي.
أسس شعبة العربية في مراكش، التي تعتبر نموذجية في العالم العربي. فكان العشرة الأوائل في امتحان الأساتذة هم من شعبة اللغة العربية بمراكش.
أسس جريدة «الجامعة»، التي وصلت مبيعاتها إلى 100 ألف نسخة ووظفت مداخيلها لعدة أنشطة، منها نشر 25 عملا مغربيا، منها لأحمد بوزفور ومحمد زفزاف، الوديع الأسفي، مليكة العاصمي ومنتجات أدبية لمعتقلين. ونشر مجلة 8 مارس.
بعدها ساهم في تأسيس عدة منابر ثقافية منها أسبوعية «أنوال الثقافي» ومجلة «عيون المقالات».
أسس مجلة «الملتقى» التي صدر منها أكثر من 30 عددا.
شارك بلكبير في تأسيس المؤتمر القومي العربي، والمؤتمر القومي الإسلامي ومنتدى ابن تاشفين المجتمع والمجال، الذي له أزيد من 20 عنوانا يهم المنطقة.
في كلية الآداب بمراكش كان رئيسا لشعبة اللغة العربية، لمدة 10 سنوات. وانصبت أطروحته للسلك الثالث حول «الفكر العربي الحديث»، بينما اشتغل في فترة الدكتوراه على «شعر الملحون الظاهرة ودلالاتها» من أربعة أجزاء.
تم تكريمه في مناسبات عدة، أبرزها ما صدر في كتاب من شهادات لعدد من الأسماء المتعددة الفكرية والسياسية والجغرافية والمهنية.